# Malte Ziegenhagen
Malte Sigurd Jürgen Ziegenhagen (Berlino, 8 aprile 1991) è un cestista tedesco.